# بقيات أرضية قافزة
بقيات أرضية قافزة أو ذو العوينات المختفية أو ديبسوكوريدي (الاسم العلمي: Dipsocoridae)، فصيلة حشرات من متباينات الأجنحة. هناك حوالي 30 نوعًا موزعة على نطاق واسع تضم ثلاثة أجناس. كما وضعت أحفوريات من كهرمان الإيوسين في الفصيلة.